# أوسكار أي بلاند
أوسكار أي بلاند (بالإنجليزية: Oscar E. Bland)‏ (و. 1877 – 1951 م) هو سياسي، ومحامي، وقاضي من الولايات المتحدة الأمريكية .
وهو عضو في الحزب الجمهوري.

## التعليم
تعلم في جامعة إنديانا.